# 545561 Nesbo
545561 Nesbo este o planetă minoră (asteroid) din centura de asteroizi. A fost descoperită pe 26 august 2011 la Piszkéstetői Obszervatórium⁠(d) de Krisztián Sárneczky⁠(d). 
Obiectul prezintă o orbită caracterizată de o semiaxă mare de 3,0574508172104 UAi, o excentricitate de 0,062229628418981, o înclinație de 7,623357540141 ° în raport cu ecliptica.